# Ceriñola
Ceriñola (en italiano Cerignola) es una localidad y comune italiana de la provincia de Foggia, en la región de Apulia. Tiene una población de 58 798 habitantes.

## Historia
El 28 de abril de 1503 fue teatro de la batalla que acabó con la importante victoria de los tercios del Gran Capitán contra los franceses, consolidando los derechos de Fernando el Católico al Reino de Nápoles y otorgándole la soberanía. En esta batalla según diversos autores había muchos catalanes, uno de ellos es Cristòfor Despuig, que después de la batalla pone en boca del gran Capitán :".. Essos dos caballeros ... si no fuese por ellos no tuvieramos hoy .. que comer..".

## Demografía
| Gráfica de evolución demográfica de Ceriñola entre 1861 y 2006 |
|                                                                |
| Fuente ISTAT - elaboración gráfica de Wikipedia                |